# Камчатський півострів
Камчатка — півострів на Далекому Сході Євразії, між Охотським та Беринговим морями, належить Росії. На території півострова розташована частина суб'єкта російської федерації Камчатський край.

## Географія
Площа 370 тис. км², довжина 1200 км. За новими джерелами, площа півострова становить 270 тис. км². З'єднується із материком вузьким (до 93 км) перешийком — Парапольським долом. Найбільша ширина (до 440 км) — на широті Кроноцького мису.

### Рельєф

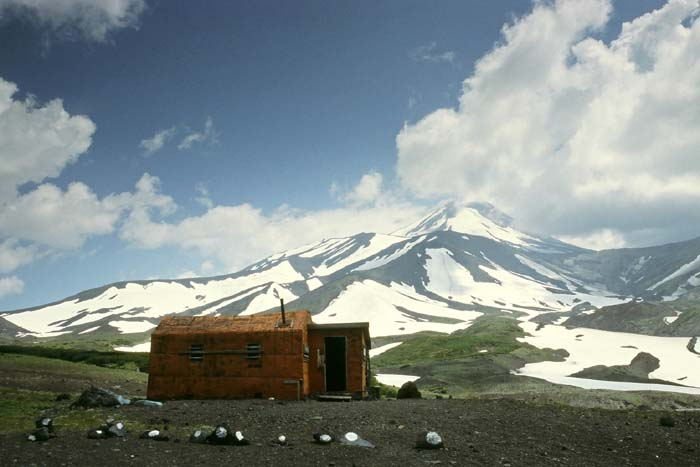
Авачинський вулкан на Камчатці

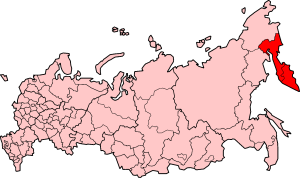
Півострів Камчатка на карті Росії

Рельєф гористий, на заході багниста низовина. Півострів вкритий лісами, на півночі поширена тундра. Кроноцький біосферний заповідник був заснований у 1985 році.
Східний берег півострова сильно порізаний, утворює великі затоки (Авачинська, Кроноцька, Камчатська, Озерна, Карагінська, Корфа) та бухти (Авачинская, Карага, Осора та ін.). У море виступають скелясті півострови (Шипунський, Кроноцький, Камчатський, Озерний).
Уздовж центральної частини півострова пролягають два паралельних хребти — Серединний та Східний, між ними лежить Центральнокамчатська низовина, якою протікає річка Камчатка. Найпівденніша точка півострова — мис Лопатка, знаходиться на 50°51′53″ пн. ш. 156°39′54″ сх. д. / 50.86472° пн. ш. 156.66500° сх. д.

### Природоохоронні території
На Камчатці є 3 державних заповідники, 5 природних парків, 8 заказників федерального значення і 23 — місцевого, 105 пам'яток природи, 2 санаторно-курортних зони й деякі інші об'єкти, які віднесено до категорії охоронюваних.
Заповідники
- Командорський заповідник
- Кроноцький заповідник
- Коряцький заповідник

Природні парки
- Південно-Камчатський природний парк
- Наличевський природний парк
- Ключевський природний парк
- Бистринський природний парк
- Природний парк «Блакитні озера»

Заказники
- Південно-Камчатський заказник
- Оленячий Діл

### Вулкани
Див. Вулкани Камчатки
Загалом на Камчатці нараховується понад 160 вулканів, із яких близько 30 вважаються діючими. Найвищим вважається Ключевська Сопка (4750 м). Інші найбільші діючі вулкани: Шивелуч (3283 м), Ічинська (3607 м), Коряцька Сопка (3456 м), Авачинська (2741 м), Каримська (1468 м) і Кроноцька сопки. Досить поширені гарячі мінеральні джерела та гейзери. Вулкани Камчатки включені до Світової спадщини ЮНЕСКО.

### Землетруси
Півострів Камчатка відноситься до сейсмічно активних зон Росії.
Більшість камчатських землетрусів відбувається на відстані 30-150 кілометрів від східного узбережжя півострова, у зоні субдукції, що примикає до Курило-Камчатському жолобу.
У квітні 2006 року відбулася серія потужних руйнівних землетрусів, яка зумовила евакуацію близько 1000 осіб і часткові руйнування в кількох населених пунктах. Однак жертв зі смертельними наслідками вдалося уникнути, повідомлялося тільки про 40 поранених. Перший землетрус магнітудою 7,6 бала стався 21 квітня о 00:25 за місцевим часом у точці (61°00′ пн. ш. 167°00′ сх. д. / 61.000° пн. ш. 167.000° сх. д.), за ним пішли афтершоки магнітудою від 4,3 до 5,1 бала, наступний потужний поштовх вдарив 30 квітня о 5:58 і досягав магнітуди 6,6 бала і також викликав ряд афтершоків.

### Річки
Найбільша річка Камчатка (758 км) судноплавна в нижній частині свого річища. Ще до великих річок півострова відносяться:
- Пенжина* (713 км)
- Талівка* (458 км)
- Вивєнка* (395 км)
- Біла* (304 км)
- Тигіль (300 км)
- Большая (Бистрая, 275 км)
- Оклан* (272 км)
- Пахача* (270 км)
- Апука* (264 км)
- Чорна* (253 км)
- Єловка (Матера, 244 км)
- Білоголова (226 км)
- Козиревка (Каракова, 222 км)
- Ука (149 км)
- Авача (122 км).

* — річки, які територіально лежать у межах Камчатського краю, а не п-ва Камчатки.

### Тваринний світ
| Бурий камчатський ведмідь весною | Лососеві на нересті |

#### Морська фауна
Води, що омивають Камчатку, багаті різноманітними молюсками (мідії, панцирні, Littorinidae, Buccinidae), ракоподібними (креветки, камчатські краби), морськими ссавцями (тюлені, сивучи, калани, моржі, північні морські котики, косатки), а також великою кількістю видів риб: у Беринговому морі — 394 види, в Охотському морі — 270 видів. Однією з найбільш поширених і численних глибоководних промислових риб у цьому районі є Albatrossia pectoralis.
У Тихому океані видовий склад ще різноманітніше й включає в себе родини риб: тріскові, камбалові, оселедцеві, корюшкові, терпугові, бичкові, лососеві, палії, а також морські безхребетні.

#### Прісноводна фауна
Видовий склад річок і озер Камчатки порівняно бідний, типових прісноводних видів дуже небагато — це харіус, пструг райдужний (прісноводна форма камчатської сьомги), колючки, річкові та озерні форми мальми, корюшки, нерки і кижуча. У басейні річки Камчатки також зустрічаються інтродуковані сріблястий карась, амурський сазан, слиж європейський. І лише на самій півночі, переважно в басейні річок Пенжина, Талівка, Рекіннікі та деяких інших зустрічаються такі види, як пенжинський омуль, Coregonus pidschian та інші сигі, а також щука, бабець, минь річковий і деякі інші.

#### Птахи
На Камчатці близько 220 видів птахів. Larus schistisagus, Phalacrocorax pelagicus, чистун тихоокеанський, топорики, кайри, кочівні буревісники утворюють колонії птахів (базари). Всюди представлені і такі види — ворони, сороки, горіхівки, плиски, кулики. Менш доступні для спостереження такі дрібні птахи, як Carduelis sinica, Anthus hodgsoni, Helopsaltes ochotensis, Emberiza variabilis, Parus minor, Pinicola enucleator, Tarsiger cyanurus, Gallinago solitaria, Rhodostethia rosea, мухоловка мала, в'юрок, вівсянка лучна. На Камчатці безліч представників хижої фауни, як-от орлан білоплечий, орлан-білохвіст, беркут, сапсан, скопа, сова яструбина та інші.

### Сухопутна фауна
Ссавці півострова: камчатський соболь, горностай, видра річкова, заєць білий, ондатра, лисиця, лось, олень північний, баран сніговий, рись євразійська, полярний вовк, росомаха, ласиця мала, Spermophilus parryii (ховрах арктичний), камчатський бабак та інші. Фауні притаманні деякі риси острівного характеру: на Камчатці немає багатьох типових для Східного Сибіру й Далекого Сходу тайгових тварин, наприклад кабарги сибірської, Falcipennis falcipennis, тільки на самій півночі краю (в Пенжинському районі) зустрічається політуха сибірська, порівняно недавно через Парапольський діл і далі на південь проник якутський бурундук, так само як і рись у 1930-ті роки. З великих хижих звірів лісової зони найпомітнішим і найвідомішим видом був і залишається камчатський бурий ведмідь.
Найбільш численні комахи, які становлять 80 % всіх видів тварин, разом узятих. З членистоногих багато павуків. Земноводних на Камчатці всього два види: сибірський кутозуб, який поширений по всьому півострову, і випадково інтродукована жаба озерна, що мешкає на півдні півострова: у Халактирському й Култучному озерах, у Пирятинській долині, околицях села Малки, районі Мутновської ГеоЕС, а також у деяких термальних водоймах у Мільковському і Бистрінському районах. Сухопутні рептилії відсутні, двічі біля берегів півострова виловлювали морську шкірясту черепаху, яка мігрувала з тропічних морів.

## Населення
Більшість мешканців півострова — росіяни. До приходу росіян Камчатку населяло кілька народностей: ітельмени, коряки, айни.
Головне місто — Петропавловськ-Камчатський, яке має 200 тис. населення із 322 079, що населяють півострів. Друге за населенням місто — Єлізово.